# Комалкалко
Комалкалко је древно археолошко налазиште Маја у држави Табаско у Мексику. Граничи се са модерним градом Комалкалко. То је једини велики град Маја изграђен од цигле уместо кречњака, а био је уједно и најзападнији од свих у цивилизацији Маја. Покрива површину од 7 km². 

## Етимологија
Име је повезано са суседним модерним градом Комалкалко.

## Локација
Смештен је у региону Чонталпа на широкој алувијалној равни западно од данашњег града Комалкалко, на малом узвишењу окруженом равницама. Удаљен је 51 км од града Виљахермоса, а око 160 км северно од Паленкве. 

## Привреда
Положај града на реци Мезакалпа значи да је Комалкалко контролисао важну трговачку везу између Јукатана и пацифичког приобаља, као и висоравни Чипарпаса и Гватемале. Археолог Џорџ Ф. Ендрјуз са Универзитета Орегон сматра да је Комалкалко био смештен у подручји узгоја какаоа, па се стога може закључити да је значајно учествовао у производњи и трговини ове, у то време, веома важне културе.

## Историја
Место је достигло свој врхунац током класичног периода око 500. године, иако је подручје било насељено и пре тога. Једини познати владар Комалкалка био је Окс Балам, који се појављује на једном натпису са археолошког локалитета Тортугверо. Према том тексту, њега је поразио владар Тортугвера — Балам Ахау.
Гробница пронађена у Храму II указује на бројне верске обреде за позивање кише. Град је вероватно био погођен тешком сушом до које је можда дошло у целом региону и која је бар делимично одговорна за пропаст цивилизације Маја.

## Архитектура
Најнеобичнија карактеристика древног града је његова употреба печене опеке за изградњу, за разлику од тесаног кречњака, заједничког за већину мајанских локалитета. Цигле су различитих величина, а на њима се налазе бројни дезени, украси, који су исцртани или урезани. Цигле су биле везане малтером направљеним од калцификованих шкољки и острига. Археолози су идентификовали две различите фазе изградње до сада.

## Локалитет
До данас, идентификоване су 432 структуре на самом локалитету, укључујући храмове, управне зграде, елитне станове и функционалне објекте. Окружене стамбеним комплексима, које се могу састојати од појединачних насипа, групе хумки окружују централну "плазу" или комплекс од два до пет тргова. Ове хумке су направљене од спљоштене земље и покривене са штуком. 
Три велика комплекса формирају свечано место: Северна Плаза, Источни Акропољ и Велики Акропољ. Свечани центар приказује кључне одлике мајанске архитектуре: терасе са храмовима, палатама, платформама и трговима. Неколико храмова имају просторије са сводовима, које им је омогућавало да буду у исто време и гробнице.

### Велики Акропољ
Јужно од Северне Плазе је велика платформа 35 метара висине са различитим објектима на врху. То је именовано Великим Акропољем.

### Источни Акропољ
Зграде без цигле су одмах видљиве у овом комплексу, који је мања верзија Великог Акропоља.

## Сахрањивање
Крајем 2010. године, истраживање једног места 2,8 км северно од Великог Акропоља довело је до открића највећег гробља у региону до данас. Три хумке садрже 116 комплета посмртних остатака, са 66 појединаца који се налазе у урни показују знаке припадности мајанској елити кроз карактеристике као што су деформације лобање. Још 50 људи је сахрањено око ове урне. Прелиминарна истраживања довела су археологе до закључка да су остаци стари око 1.200 година када су откривени, временски смештајући сахране у касно класично време.

## Сценарио Судњег дана 2012. године
У новембру 2011. године, Марко Стивенсон, аутор у Сијетл тајмсу, тврдио је да се у Мексичком Националном институту за антропологију и историју налази могући доказ за тврдњу о "судњем дану", који потиче управо са локалитета Комалкалко. Тај натпис налази се на једној опеки, која је названа "Цигла Комалкалко".

## Референе
1. ↑  „Comalcalco THE ANCIENT MAYAN CITY OF CLAY BRICKS AND OYSTER AND SEASHELL MORTAR”. MUNDO MAYA. Архивирано из оригинала 20. 06. 2017. г. Приступљено 5. 7. 2017.
2. ↑  „Introducing Comalcalco”. Приступљено 5. 7. 2017.[мртва веза]
3. ↑  Ochoa, Lorenzo. „Comalcalco Ancient City of Brick and Stucco” (PDF). Архивирано из оригинала (PDF) 04. 03. 2016. г. Приступљено 5. 7. 2017.
4. ↑  „"Localizan posible cementerio prehispánico Maya"”. Архивирано из оригинала 06. 11. 2016. г. Приступљено 5. 7. 2017.
5. ↑  „Mexico notes 2nd Mayan reference to 2012 disaster”. Архивирано из оригинала 28. 11. 2011. г. Приступљено 5. 7. 2017.